# 電気音響工学

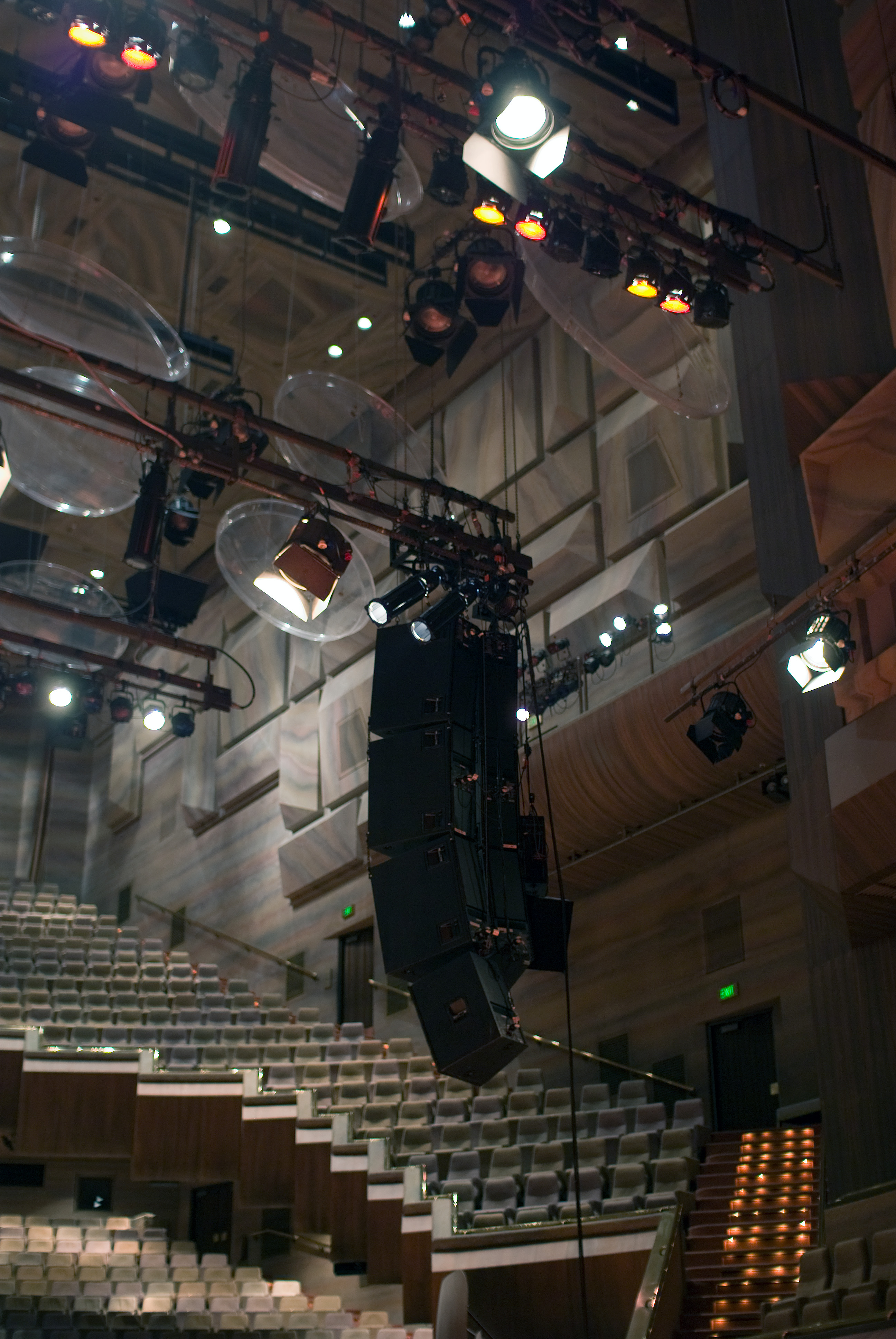
講堂内の音響設備

電気音響工学（でんきおんきょうこうがく、electroacoustics）とは、音響学の学問分野の一部で、電気と音との変換理論やその機器を主に扱う工学である。電気音響学ともいう。

## 概要
電気と音との変換理論や、マイクロフォンやスピーカーなどのトランスデューサー（電気音響変換器）を始めとした機器を主に扱う工学であり、アレクサンダー・グラハム・ベルによる電話の発明と共に萌芽した。記録・再生・測定といった利便性から、現在まで音響と電気の関係は密接であり、理論音響学を始め、音響学全体も電気音響工学と共に発展してきた。
現在の音響学で扱われている機器、つまり、電話、ラジオ、テレビ、レコードプレイヤー、テープレコーダー、拡声装置、録音再生機器、翻訳装置などの音響装置、補聴器、電気聴診器、電気楽器、電子楽器、騒音計などの測定装置、音響測深器、魚群探知機、超音波加工機、洗濯機など、さらに聴覚、音響心理学、音場論、機械振動論などの研究過程における計測、また医療機器に至っても超音波検査など電気を利用した研究・実用が重ねられ、現在の音響学にとって欠かせない分野であり、電気音響工学の範囲として取り扱われる。